# Belarussischer Fußballpokal 2025/26
Der Belarussische Fußballpokal 2025/26 ist die 35. Austragung des belarussischen Pokalwettbewerbs der Männer. Titelverteidiger ist der FK Njoman Hrodna.

## Modus
Im Gegensatz zur Liga wird der Pokal im Herbst-Frühjahr-Rhythmus ausgetragen. Bis zum Achtelfinale werden die Begegnungen in einem Spiel ausgetragen. Bei unentschiedenem Ausgang wird zur Ermittlung des Siegers eine Verlängerung gespielt. Steht danach kein Sieger fest, folgte ein Elfmeterschießen. Im Viertel- und Halbfinale werden die Sieger in Hin- und Rückspiel ermittelt. Die erste Runde wurde nach regionalen Gesichtspunkten durchgeführt. Der Pokalsieger qualifiziert sich für die UEFA Conference League.

## Teilnehmende Teams
Insgesamt hatten sich 62 Mannschaften für den Pokalwettbewerb beworben.
| Wyschejschaja Liha (16) | Wyschejschaja Liha (16) | Perschaja Liha (13) | Perschaja Liha (13) |
| --- | --- | --- | --- |
| - Arsenal Dsjarschynsk - BATE Baryssau - FK Dinamo Brest - FK Homel - FK Islatsch Minsk Rajon - FK Maxline Wizebsk - Naftan Nawapolazk - FK Njoman Hrodna             | - FK Maladsetschna - FK Minsk - FK Dinamo Minsk - FK Slawija-Masyr - FK Sluzk - FK Smarhon - FK Tarpeda-BelAS Schodsina - FK Wizebsk                         | - FK Assipowitschy - FK Astrawez - FK Baranawitschy - Belschyna Babrujsk - FK Bumprom Homel - Dnjapro Mahiljou - FK Nywa Dolbizno | - FK Lokomotiv Homel - FK Lida - FK Orscha - FK Slonim-2017 - Uni X-Labs Minsk - FK Wolna Pinsk                            |
| Druhaja Liha (30) | | | |
| - Agro-Pelischtsche Kamjanez - FK Atlant Kobryn - FSK Aschmjany - FK Atom Mahiljou - FK Bobownja - FK Druz Bjalynitschy - FK Enerhetyk-BDU Minsk - FK Enerhetyk Minsk | - FK Gasawik Wizebsk - FK Gorki - FK Iwazewitschy - FK Iwanawa - FK Krumkatschy Minsk - FK Kommunalnik Belaasjorsk - FK Kretschat Bjarosa - FK Ljashas Homel | - FK Masty - MNPS Masyr - FK BDU Minsk - FK Mjory - Nadeschda Baranawitschy - Njoman Belcard Hrodna - Nowaja Pripjat Alschany     | - Nywa Talatschyn - FK Pastawy - FK Polazk-2019 - FK Schtschutschyn - FK Stanles Pinsk - FK Swislatsch - FSK Uradschajnaja |
| Amatarskaja Liha (3) | | | |
| - FK D-Media Minsk | - FK Inform Minsk | - Technolog BGUT Mahiljou | |

## 1. Runde
Teilnehmer waren 30 Drittligisten und drei Amateurteams.
Die Auslosung fand am 23. Mai 2025 statt. Die Paarungen wurden auf sechs Regionen verteilt.
| Datum                      |                                  | Ergebnis |                                  |
| -------------------------- | -------------------------------- | -------- | -------------------------------- |
| 00000000000Region Brest    |                                  |          |                                  |
| 09.05.2025                 | Agro-Pelischtsche Kamjanez (III) | 6:1      | FK Iwazewitschy (III)            |
| 09.05.2025                 | FK Inform Minsk (IV)             | 6:3      | FK Kommunalnik Belaasjorsk (III) |
| 10.05.2025                 | FK Kretschat Bjarosa (III)       | 2:1      | Nowaja Pripjat Alschany (III)    |
| 10.05.2025                 | FK Stanles Pinsk (III)           | 5:1      | FK Atlant Kobryn (III)           |
| 11.05.2025                 | FK Iwanawa (III)                 | 2:8      | Nadeschda Baranawitschy (III)    |
| 00000000000Region Wizebsk  |                                  |          |                                  |
| 09.05.2025                 | FK Gasawik Wizebsk (III)         | 3:1      | FK Pastawy (III)                 |
| 11.05.2025                 | FK Polazk-2019 (III)             | 4:3      | Nywa Talatschyn (III)            |
|                            | FK Mjory (III)                   | Freilos  |                                  |
| 00000000000Region Homel    |                                  |          |                                  |
| 10.05.2025                 | MNPS Masyr (III)                 | 3:1      | FK Ljashas Homel (III)           |
| 00000000000Region Hrodna   |                                  |          |                                  |
| 09.05.2025                 | FK Masty (III)                   | 5:1      | FSK Aschmjany (III)              |
| 11.05.2025                 | Njoman Belcard Hrodna (III)      | 0:1      | FK Swislatsch (III)              |
| 13.05.2025                 | FK Schtschutschyn (III)          | 2:5      | FK D-Media Minsk (IV)            |
| 00000000000Region Mahiljou |                                  |          |                                  |
| 09.05.2025                 | FK Druz Bjalynitschy (III)       | 5:3      | FK Gorki (III)                   |
| 11.05.2025                 | Technolog BGUT Mahiljou (IV)     | 4:1      | FK Atom Mahiljou (III)           |
| 00000000000Minsk           |                                  |          |                                  |
| 03.05.2025                 | FK Enerhetyk-BDU Minsk (III)     | 4:1      | FK BDU Minsk (III)               |
| 08.05.2025                 | FSK Uradschajnaja (III)          | 0:2      | FK Krumkatschy Minsk (III)       |
| 11.05.2025                 | FK Enerhetyk Minsk (III)         | 0:1      | FK Bobownja (III)                |

## 2. Runde
Teilnehmer: Die 17 Sieger der 1. Runde und 11 Zweitligisten. Die Auslosung fand am 15. Mai 2025 statt.
| Datum      |                                  | Ergebnis |                             |
| ---------- | -------------------------------- | -------- | --------------------------- |
| 20.05.2025 | Technolog BGUT Mahiljou (IV)     | 0:6      | FK D-Media Minsk (IV)       |
| 21.05.2025 | Agro-Pelischtsche Kamjanez (III) | 0:2      | FK Enerhetyk-BDU Minsk (II) |
| 21.05.2025 | FK Mjory (III)                   | 0:4      | FK Nywa Dolbizno (II)       |
| 21.05.2025 | FK Polazk-2019 (III)             | 0:5      | FK Baranawitschy (II)       |
| 22.05.2025 | FK Bobownja (III)                | 1:2      | FK Krumkatschy Minsk (II)   |
| 22.05.2025 | FK Stanles Pinsk (III)           | 0:3      | FK Wolna Pinsk (II)         |
| 28.05.2025 | FK Gasawik Wizebsk (III)         | 0:7      | FK Astrawez (II)            |
| 28.05.2025 | MNPS Masyr (III)                 | 0:6      | FK Lokomotiv Homel (II)     |
| 28.05.2025 | FK Druz Bjalynitschy (III)       | 0:2      | FK Orscha (II)              |
| 28.05.2025 | Nadeschda Baranawitschy (III)    | 0:2      | Uni X-Labs Minsk (II)       |
| 28.05.2025 | FK Inform Minsk (IV)             | 0:6      | FK Lida (II)                |
| 28.05.2025 | FK Swislatsch (III)              | 1:4      | FK Slonim-2017 (II)         |
| 28.05.2025 | FK Kretschat Bjarosa (III)       | 0:4      | FK Assipowitschy (II)       |
| 28.05.2025 | FK Masty (III)                   | 0:4      | FK Bumprom Homel (II)       |

## 3. Runde
Teilnehmer sind die 14 Sieger der zweiten 2. Runde, die Zweitligisten Belschyna Babrujsk und Dnjapro Mahiljou und alle 16 Erstligisten. Die Auslosung fand am 29. Mai 2025 statt.
| Datum      |                             | Ergebnis  |                                |
| ---------- | --------------------------- | --------- | ------------------------------ |
| 17.06.2025 | FK Orscha (II)              | 1:8       | FK Dinamo Brest (I)            |
| 18.06.2025 | FK Bumprom Homel (II)       | 0:2       | FK Tarpeda-BelAS Schodsina (I) |
| 11.07.2025 | FK Wolna Pinsk (II)         | 2:3       | FK Minsk (I)                   |
| 12.07.2025 | FK Nywa Dolbizno (II)       | 0:4       | FK Islatsch Minsk Rajon (I)    |
| 12.07.2025 | FK Assipowitschy (II)       | 1:5       | FK Slawija-Masyr (I)           |
| 12.07.2025 | FK D-Media Minsk (IV)       | 0:2       | FK Homel (I)                   |
| 12.07.2025 | Dnjapro Mahiljou (II)       | 0:1       | FK Wizebsk (I)                 |
| 13.07.2025 | FK Enerhetyk-BDU Minsk (II) | 0:1       | BATE Baryssau (I)              |
| 13.07.2025 | FK Lida (II)                | 0:1       | Arsenal Dsjarschynsk (I)       |
| 13.07.2025 | FK Baranawitschy (II)       | 1:2 n. V. | FK Maxline Wizebsk (I)         |
| 13.07.2025 | Uni X-Labs Minsk (II)       | 0:2       | FK Smarhon (I)                 |
| 13.07.2025 | FK Astrawez (II)            | 0:3       | FK Sluzk (I)                   |
| 13.07.2025 | FK Krumkatschy Minsk (III)  | 1:2 n. V. | Naftan Nawapolazk (I)          |
| 14.07.2025 | Belschyna Babrujsk (II)     | 0:3       | FK Maladsetschna (I)           |
| ??.07.2025 | FK Slonim-2017 (II)         | :         | FK Njoman Hrodna (I)           |
| ??.07.2025 | FK Lokomotiv Homel (II)     | :         | FK Dinamo Minsk (I)            |

## Achtelfinale
| Datum      |                                               | Ergebnis |                                            |
| ---------- | --------------------------------------------- | -------- | ------------------------------------------ |
| 25.07.2025 | Naftan Nawapolazk (I)                         | :        | BATE Baryssau (I)                          |
| 26.07.2025 | FK Sluzk (I)                                  | :        | FK Islatsch Minsk Rajon (I)                |
| 26.07.2025 | FK Minsk (I)                                  | :        | FK Dinamo Brest (I)                        |
| 27.07.2025 | Arsenal Dsjarschynsk (I)                      | :        | FK Maladsetschna (I)                       |
| 27.07.2025 | FK Slawija-Masyr (I)                          | :        | FK Homel (I)                               |
| ??.08.2025 | FK Maxline Wizebsk (I)                        | :        | FK Njoman Hrodna (I) / FK Slonim-2017 (II) |
| ??.08.2025 | FK Smarhon (I)                                | :        | FK Tarpeda-BelAS Schodsina (I)             |
| ??.08.2025 | FK Dinamo Minsk (I) / FK Lokomotiv Homel (II) | :        | FK Wizebsk (I)                             |